# Andrena ledermanni
Andrena ledermanni är en biart som beskrevs av Schönitzer 1997. Andrena ledermanni ingår i släktet sandbin, och familjen grävbin. Inga underarter finns listade i Catalogue of Life.